# Katissa
Katissa is een geslacht van spinnen uit de  familie van de Anyphaenidae (buisspinnen).

## Soorten
- Katissa delicatula (Banks, 1909)
- Katissa elegans (Banks, 1909)
- Katissa lycosoides (Chickering, 1937)
- Katissa simplicipalpis (Simon, 1897)
- Katissa zimarae (Reimoser, 1939)